# Фулани
Фула, Фулани или Фулбе (изведено од речи са њиховог језика Fulɓe) су етничка група народа распрострањених у многим државама западне Африке, Централне Африке и даље ка источној Африци. Државе у Африци где они живе данас су Мауританија, Сенегал, Гвинеја, Гамбија, Мали, Нигерија, Сијера Леоне, Бенин, Буркина Фасо, Гвинеја Бисау, Камерун, Обала Слоноваче, Нигер, Того, Централна Афричка Република, Гана, Либерија и Судан. Изузев Гвинеје Фулани су мањински народ у свим државама где живе. 

## Сродне групе
Блиско сродна група су Туколори (Тукулеур), народ у средњем делу долине реке Сенегал. Овај народ се убраја заједно са Фуланима из тог региона у Халпуларе. Фуланско друштво се дели у западној Африци на касте, што је типично за тај регион. У Малију, за пример, они који нису етнички Фулани могу припадати народу фуланске културе. Бороро је подгрупа Фулана.

## Традиција
Фулани су традиционално номадски, сеоски и трговачки народ. Стада стока, оваца и коза са једне стране док са друге стране сушно подручје где они живе, даје донекле одвајање од локалне пољопривредне популације. 

## Историја

### Порекло и ширење
Древно порекло народа Фулани је предмет спекулације годинама, неки верују да је њихово порекло из Египта или Етиопије. Али неколико векова раније, тачно након њихове последње етногенезе, они су веровали да је њихово ширење почело из данашњег Сенегала ка истоку. Током 16. века Фулани се шире кроз сахелску степу од данашњег Сенегала до Судана. Њихова војна снага је била центрирана на моћној коњици којом су се могли лагано кретати кроз империју и поражавати непријатеље, али Фулани се нису ширили ка југу јер коњи нису могли да поднесу болести тог подручја.

### Политичке доминације
Почетком 17. и 18. века, али и већим делом 19. века, Фулани и други преузимају конролу над различитим државама западне Африке у оквиру Џихада. Резултат је био стварање низа џихадских држава. То је укључивало и фуланску империју коју је основао Осман дан Фодио. У њој је било више мањих држава: Фоута Ђалон, Масина и других.

## Култура и језик
Језик Фулана се зове Пулаар или Фулфулд, зависно од области или варијанти језика. Он је такође језик Тукулора. Сви сенегалци који говоре урођеничким језиком су познати као Халпулаари, што значи "Говорници Пулаара". Изузев Гвинеје, Фулани су мањина у свим другим државама где они живе. Тако неки такође говоре и другим језицима, на пример: португалски и креолски у Гвинеји-Бисау, француски и арапски у Мауританији, хауса и француски у Нигеру, француски и енглески у Камеруну, волоф и француски у Сенегалу, санго и француски у Централној Афричкој Републици, бамбара и француски у Малију, енглески и ганијански језик у Гани, енглески и неке домородачке језике у Сијера Леонеу, хауса, енглески и остале нигеријске језике у Нигерији. Традиционална ношња Фулана у многим областима је сачињена од шареног слободно падајућег плашта, скромно везеног или на други начин украшеног. Такође је традиционално да жене носе хену око уста, што је резултат црњења усана. Фуланска етика је строго вођена од стране идеје пулааку. Фулани су првобитно знани као сточари, али су такође и трговци у неким областима. Бројни Фулани у унутрашњости земље проводили су много времена пешачећи сами, премештајући своја стада; они су били главни миграциони народ западне Африке, док сада већина Фулана живи у градовима и селима. Фулани имају богату музичку културу и свирају различите традиционалне инструменте.
- Ndukwe, Pat I., Ph.D. (1996). Fulani. New York: The Rosen Publishing Group, Inc.